# Средња школа Блаце
Средња школа Блаце у Блацу је једина државна школа средњег образовања на територији општине Блаце. Основана је 1961. године као Гимназија. Током историје пролазила је кроз бројне реформе и више пута је мењала свој назив, да би данашњи назив „Средња школа” добила 2003. године.
Oдлуком СО Блаце од 31. јула 1974. године када долази до формирања Центра за гимназијско и стручно образовање. Центар наставља са гимназијским образовањем и са стручним образовањем текстилне, металске, трговинске и гумарске струке. Школске 1974/1975. годинe Центар има 511 ђака. Скупштина општине Блаце на заједничкој седници свих већа 5. октобра 1979. године доноси одлуку и оснива образовни центар „Младост” са седиштем у Блацу, са смеровима: Математичко-техничка, природно-математичка, култура и јавно информисање, машинска и текстилна. Од 1990. године Образовни центар постаје Техничка школа „Младост”, са смеровима и занимањима: МОМ (бравар, металостругар, трећи степен машински техничар), четврти степен текстилства (конфекционар, кројач, текстилни радник, прелац и ткач).
Од 1. септембра 1990. до 31. августа 2004. године ради под патронажом Гимназије „Радош Јовановић-Сеља” из Куршумлије.
Од 1. септембра 2003. године носи данашње име: Средња школа Блаце, са смеровима Гимназија-општи тип, Пољопривредни техничар, аутомеханичар, механичар.